# Programmatorische Aanpak Stikstof
De Programmatorische Aanpak van Stikstof, Programmatische Aanpak van Stikstof of kortweg PAS is een Vlaams beleidskader dat voor minder stikstof moet zorgen in de waterlopen en lucht om de te hoge stikstofdepositie tegen te gaan. Het PAS-programma neemt maatregelen om
- de hoge stikstofconcentraties (voornamelijk ammoniak en stikstofoxides) in de lucht te doen dalen,
- de Europese natuur in tussentijd extra te beschermen met herstelmaatregelen (stikstofsanering)
- een kader te bieden voor de vergunning van activiteiten waarbij stikstof uitgestoten wordt.

Het PAS-programma werd opgemaakt om te voldoen aan de Europese Habitatrichtlijn. 

## Geschiedenis
Een eerste plan voor een Programmatorische Aanpak Stikstof werd in 2014 op het einde van de regering-Peeters II ingevoerd. De regering-Bourgeois (2014-2019) voerde een "Voorlopig PAS -kader" in, in afwachting van een definitief PAS-kader, maar kreeg dat laatste niet rond. In januari 2021 besliste de regering-Jambon (2019-heden) een expertenpanel met juristen en academici op te richten, om uit de impasse te raken. Nog voor de zomer 2021 zou een openbaar onderzoek plaatsvinden, maar intussen werd het beleid doorkruist door het arrest, op 25 februari 2021, van de Raad voor Vergunningsbetwistingen, waarbij de omgevingsvergunning voor de uitbreiding van een pluimveestal in Kortessem werd vernietigd op grond van onvoldoende onderzoek naar het effect van de stikstofuitstoot - een primeur voor Vlaanderen.
In februari 2022 bereikte de Vlaamse Regering (N-VA, CD&V en Open Vld) een akkoord over de definitieve Programmatorische Aanpak van Stikstof en de daarbij horende bijsturing van het mestbeleid, waarbij een conceptnota werd opgesteld.